# إدارة التقنية بالولايات المتحدة
إدارة التقنية بالولايات المتحدة هي وكالة في وزارة التجارة الأمريكية ويرمز لها (TA) عملت مع صناعات الولايات المتحدة لتعزيز القدرة التنافسية الاقتصادية. استخدمت إدارة التقنية مجال الويب technology.gov. آخر من تولى قيادتها وكيل وزارة التجارة السابق للتقنية روبرت كريسانتي.
أشرفت على ثلاث وكالات:
- المعهد الوطني للمعايير والتقنية
- مكتب سياسة التقنية
- خدمة المعلومات الفنية الوطنية

## التاريخ
تم إنشاء إدارة التقنية في عام 1980 وألغيت في عام 2007.